# Định lý Napoleon

Trọng tâm ba tam giác đều trong hình vẽ là các đỉnh của một tam giác đều, tam giác Napoleon của tam giác ABC

Trong hình học phẳng, định lý Napoleon phát biểu rằng nếu như dựng ba tam giác đều cùng ra phía ngoài hoặc cùng vào phía trong trên ba cạnh của một tam giác bất kỳ, thì tâm của các tam giác đều này tạo thành một tam giác đều.
Nếu như ba tam giác đều cùng dựng ra ngoài ta có tam giác Napoleon ngoài, còn ba tam giác cùng dựng vào phía trong ta có tam giác Napoleon trong. Hiệu diện tích của hai tam giác Napoleon trong và ngoài bằng diện tích tam giác ban đầu.
Định lý này đặt theo tên của hoàng đế nước Pháp là Napoleon Bonaparte (1769–1821).

## Điểm Napoleon
Hai tam giác Napoleon trong và ngoài của tam giác ABC thấu xạ với tam giác ABC tại hai điểm gọi là điểm Napoleon thứ nhất và thứ hai của tam giác ABC. Trong bách khoa toàn thư về các tâm của tam giác hai điểm Napoleon được đánh số X(17),(X18).

## Một số mở rộng
Có rất nhiều mở rộng cho định lý Napoleon, sau đây là một số mở rộng gần đây.

### Một họ tam giác đều Napoleon

Cho tam giác {\displaystyle ABC}, dựng ba tam giác cân đồng dạng cùng ra ngoài hoặc cùng vào trong {\displaystyle BA_{0}C,CB_{0}A,AC_{0}B} với góc ở đáy là {\displaystyle \alpha }. Cho các điểm {\displaystyle A_{1},B_{1},C_{1},A_{2},B_{2},C_{2}} trên cách tia {\displaystyle AA_{0},BB_{0},CC_{0}} sao cho:
{\displaystyle {\frac {AA_{1}}{AA_{0}}}={\frac {BB_{1}}{BB_{0}}}={\frac {CC_{1}}{CC_{0}}}={\frac {2}{3-{\sqrt {3}}\tan \alpha }}} và
{\displaystyle {\frac {AA_{2}}{AA_{0}}}={\frac {BB_{2}}{BB_{0}}}={\frac {CC_{2}}{CC_{0}}}={\frac {2}{3+{\sqrt {3}}\tan \alpha }}}
Thì các tam giác {\displaystyle A_{1}B_{1}C_{1}} và {\displaystyle A_{2}B_{2}C_{2}} là các tam giác đều 

### Dựng các tam giác đều trên cạnh của một lục giác

Trung điểm của ba đoạn thẳng nối trọng tâm của các tam giác đều đối diện là một tam giác đều

Dựng sáu tam giác đều trên các cạnh của một lục giác bất kỳ sao cho chúng cùng hướng ra ngoài hoặc vào trong, khi đó trung điểm của các đoạn thẳng nối các trọng tâm của ba cặp tam giác đều đối diện nhau tạo thành một tam giác đều. Trong trường hợp các đỉnh đối diện của lục giác trùng nhau định lý này trở về định lý Napoleon.

### Mở rộng định lý Napoleon kết hợp với cấu trúc đường hyperbol Kiepert
Cho tam giác ABC, F là điểm Fermat thứ nhất (hoặc thứ hai) của tam giác ABC, gọi K là điểm bất kỳ nằm trên đường hyperbol Kiepert. Gọi P là điểm bất kỳ nằm trên đường thẳng FK, khi đó AK cắt đường thẳng qua P và vuông góc BC tại A0, định nghĩa B0, C0 tương tự. Khi đó tam giác A0B0C0 sẽ là tam giác đều vị tự của tam giác đều Napoleon trong (hoặc ngoài). 